# Communauté de communes de Moine et Sèvre
La communauté de communes de Moine et Sèvre est une ancienne communauté de communes française située dans le département de Maine-et-Loire et la région Pays de la Loire.
La création de la commune nouvelle de Sèvremoine entraîne sa suppression à la date du 15 décembre 2015 et ses compétences sont transférées à Sèvremoine.
Elle se situait dans la région des Mauges et faisait partie du syndicat mixte pays des Mauges. 

## Composition
La communauté de communes de Moine et Sèvre regroupait dix communes :
| Nom                             | Code Insee | Gentilé      | Superficie (km2) | Population (dernière pop. légale) | Densité (hab./km2) |
| ------------------------------- | ---------- | ------------ | ---------------- | --------------------------------- | ------------------ |
| Saint-Germain-sur-Moine (siège) | 49285      | Germinois    | 26,79            | 2 928 (2013)                      | 109                |
| Le Longeron                     | 49179      | Longeronnais | 22,08            | 2 143 (2013)                      | 97                 |
| Montfaucon-Montigné             | 49206      | Montois      | 16,80            | 2 123 (2013)                      | 126                |
| La Renaudière                   | 49258      | Renaudins    | 21,46            | 989 (2013)                        | 46                 |
| Roussay                         | 49263      | Roussayais   | 10,99            | 1 223 (2013)                      | 111                |
| Saint-André-de-la-Marche        | 49264      | Andréatains  | 11,03            | 2 874 (2013)                      | 261                |
| Saint-Crespin-sur-Moine         | 49273      | Crespinois   | 20,11            | 1 588 (2013)                      | 79                 |
| Saint-Macaire-en-Mauges         | 49301      | Macairois    | 27,33            | 7 203 (2013)                      | 264                |
| Tillières                       | 49349      | Tillièrois   | 24,13            | 1 769 (2013)                      | 73                 |
| Torfou                          | 49350      | Torfoliens   | 32,35            | 2 130 (2013)                      | 66                 |

## Historique
D'un point de vue historique, le territoire de l'intercommunalité regroupe la totalité des communes méridionales (Montfaucon, Tillières, La Renaudière et Saint-Crespin) des Marches d'Anjou et de Bretagne (évêché de Nantes sous l'Ancien Régime).[réf. nécessaire]
La communauté de communes de Sèvre-et-Moine est créée en 1994, par arrêté préfectoral du 28 décembre 1993. En 2005 elle modifie ses statuts pour y ajouter la compétence de création et gestion d'une crèche familiale intercommunale.
La communauté de communes du Val-de-Moine est créée en 1994, par arrêté préfectoral du 23 décembre 1993. En 2005 elle modifie ses statuts pour y ajouter des compétences en matière de protection et mise en valeur de l’environnement et dans le domaine de la culture.
La communauté de communes de Sèvre-et-Moine fusionne avec la communauté de communes du Val-de-Moine au 1er janvier 2007 pour donner naissance à la communauté de communes de Moine et Sèvre (CCMS). La communauté de communes de Sèvre-et-Moine regroupait six communes : Le Longeron, La Renaudière, Roussay, Saint-André-de-la-Marche, Saint-Macaire-en-Mauges, Torfou. La communauté de communes du Val-de-Moine regroupait quatre communes : Montfaucon-Montigné, Saint-Crespin-sur-Moine, Saint-Germain-sur-Moine, Tillières. L'ensemble des communes composant la nouvelle communauté de communes sont issues du canton de Montfaucon-Montigné.
En 2013, l'intercommunalité étend ses compétences en matière de développement économique, d'aménagement de l'espace communautaire (plan local d'urbanisme), culturelle (musée de la chaussure de Saint-André-de-la-Marche) et de petite enfance, puis en matière d'environnement.
En 2014, un projet de fusion de l'ensemble des communes de l'intercommunalité se dessine. Le 2 juillet 2015, les conseils municipaux de l'ensemble des communes du territoire communautaire votent la création d'une commune nouvelle au 15 décembre 2015, sous le nom de « Sèvremoine », dont la création a été officialisée par arrêté préfectoral du 5 octobre 2015.

## Politique et administration

### Compétences
La CCMS exerce les compétences suivantes : l'économie, les déchets ménagers, la voirie intercommunale, les espaces naturels, le service public d'assainissement non collectif (SPANC), le social (crèche familiale, etc.), la culture (arts vivants, patrimoine et lecture publique), le schéma de cohérence territoriale (SCoT).

### Présidence
| Période | Période | Identité      | Étiquette | Qualité                                         |
| ------- | ------- | ------------- | --------- | ----------------------------------------------- |
| 1994    | 1995    | Alain Dixneuf |           | Maire de Saint-André-de-la-Marche (1975 → 1995) |
| 1995    | 2001    | Michel Aragon |           | Maire de Torfou (1993 → 2001)                   |
| 2001    | 2014    | Jacky Quesnel | DVD       | Maire du Longeron (2001 → 2015)                 |
| 2014    | 2015    | Didier Huchon | SE        | Maire de La Renaudière (2008 → 2015)            |

| Période                                  | Période | Identité                | Étiquette    | Qualité                                    |
| ---------------------------------------- | ------- | ----------------------- | ------------ | ------------------------------------------ |
| Les données manquantes sont à compléter. |         |                         |              |                                            |
| 2001                                     | 2007    | François-Michel Soulard | RPR puis UMP | Maire de Montfaucon-Montigné (2000 → 2014) |

## Population

### Démographie
| 1994 | 1997 | 2000 | 2003 | 2006   | 2009   | 2012   |
| ---- | ---- | ---- | ---- | ------ | ------ | ------ |
| -    | -    | -    | -    | 22 842 | 23 676 | 24 661 |

### Logement
On comptait en 2009, sur le territoire de la communauté de communes, 9 589 logements, pour un total sur le département de 360 144. 94 % étaient des résidences principales, et 76 % des ménages en étaient propriétaires.

### Revenus
En 2010, le revenu fiscal médian par ménage sur la communauté de communes était de 17 371 €, pour une moyenne sur le département de 17 632 €.

## Économie
Sur 1 712 établissements présents sur l'intercommunalité à fin 2010, 23 % relevaient du secteur de l'agriculture (pour 17 % sur l'ensemble du département), 9 % relevaient du secteur de l'industrie, 11 % du secteur de la construction, 46 % du secteur du commerce et des services (pour 53 % sur le département) et 11 % de celui de l'administration et de la santé.